# Mimic – Angriff der Killerinsekten
Mimic – Angriff der Killerinsekten ist ein US-amerikanischer Horrorfilm von Guillermo del Toro aus dem Jahr 1997 und basiert auf der Kurzgeschichte Mimic von Donald A. Wollheim.

## Handlung
In New York grassiert eine unheilbare tödliche Seuche mit hoher Kindersterblichkeit, die durch Kakerlaken übertragen wird. Die Insektenforscherin Dr. Susan Tyler züchtet daher eine genmanipulierte Schabenspezies heran, die sich mit den Überträgern kreuzen soll, so dass jene nach wenigen Generationen unfruchtbar und damit ausgerottet werden. Der Plan scheint aufzugehen, die Seuche verschwindet. Die Kreuzung führt aber nicht zur Selbstauslöschung der Schaben. Vielmehr vermehren sich die genmanipulierten Tiere entgegen den Berechnungen drei Jahre lang über viele Generationen und mutieren weiter. Sie nutzen stillgelegte, nicht mehr von Menschen genutzten U-Bahnschächte New Yorks als Lebensraum. Diese Entwicklung tritt erst zu Tage, als zwei Jugendliche der Insektenforscherin eine übergroße Schabe verkaufen; als die Forscherin das Tier ahnungsvoll untersucht, entdeckt sie, dass es sich um ein Jungtier der aktuellen Generation derjenigen genmanipulierten Schaben handelt, die sie einst selbst züchtete. Als in der städtischen Kläranlage ein totes Larventier dieser Schabenart angeschwemmt wird, das so groß wie ein Menschenbaby ist und der Forscherin zur Obduktion übergeben wird, entschließt sie sich erschüttert, zu handeln. Die mutierten Schaben sind inzwischen so groß wie ihre größten Feinde, die Menschen, und ähneln ihnen äußerlich: Von Weitem hält man eine Schabe in aufrechter Position für einen Mann mit Hut in fußlangem Mantel.
Ein anderer Handlungsstrang zeigt den autistischen Schuhputzersohn Chuy, der das knackende Kommunikationsgeräusch der Mutantenschaben dadurch nachahmt, dass er zwei Suppenlöffel auf seine Oberschenkel und gegeneinander schlägt. Um dem Geräusch nachzugehen, verschafft er sich nachts Zugang zu einem von der Polizei gesperrten Gemeinderaum gegenüber seiner Wohnung, in dem er schon einmal eine Riesenschabe vorüberhuschen sah. Chuy bewegt sich im Dunklen des Gemeinderaums auf das Schabengeräusch zu, wie zur Antwort imitiert es dabei weiterhin mit den Löffeln. Da er außerstande ist, Gefahren zu erkennen, dünstet er keinen Angstschweiß aus, weswegen ein tödlicher Angriff ausbleibt, als Chuy auf zwei der Mutantenschaben trifft. Der Gemeinderaum grenzt an das verlassene U-Bahn-Netz, in das die Riesenschaben Chuy verschleppen. Dort wird Chuy von seinem Vater gesucht, nachdem dieser bemerkte, dass sein Sohn die Wohnung verlassen haben und in das abgesperrte Gemeindehaus gegangen sein muss. Als der Vater Chuy endlich findet, wird er vor dessen Augen von einer Riesenschabe zerfleischt, während Chuy selbst aus dem U-Bahnschachtnetz gerettet werden kann.
Mit ihrem Mann, einem Forscherkollegen und einem U-Bahnwärter steigt Susan Tyler in den Bereich der verlassenen U-Bahnschächte und Tunnel ein, vor denen die Jugendlichen das Jungtier gefunden hatten. Das Team um die Wissenschaftlerin will verhindern, dass die mutierte Schabenkolonie an die Oberfläche kommt und die Menschen bedroht, denn die übergroßen Genschaben greifen alle Menschen an, die sich ihnen selbst oder ihren Nestern nähern und sich daran vergreifen, und töten sie. Auf der Suche nach diesen Nestern geschehen dem Untersuchungsteam mehrere Unglücke, die eine Rückkehr an die Oberfläche auf dem Hinweg verunmöglichen; aus der Forschungsexpedition wird ein Kampf mit den Riesenschaben auf Leben und Tod. Susan Tyler kann sich mit Chuy selber an die Oberfläche retten. Als es für ihren von Riesenschaben umzingelten Ehemann kein Entkommen mehr zu geben scheint, beschädigt dieser großflächig die zufällig in seinem Schachtraum verlaufenden Erdgasversorgungsleitungen der Wohnbezirke, entzündet das entströmende Gas durch Funkenschlag mit einem Hieb seiner Spitzhacke auf Metall und springt zur eigenen Rettung in ein Abwasserloch der Kanalisation unter sich. Es kommt zu einer Kettenreaktion unterirdischer Gasexplosionen, die verheerende Zerstörungen bis an die Erdoberfläche bewirkt (Kanaldeckel und Autos darüber fliegen in die Luft, Schaufensterläden bersten, das Gas entflammt Geschäfte) und Katastrophenalarm auslöst. Durch das Flammeninferno im Untergrund werden alle mutierten Riesenkakerlaken mitsamt ihrer Madenbrut vernichtet. Susan Tyler geht zunächst vom Tod ihres Mannes aus, jener entsteigt aber vor ihren Augen einer U-Bahn-Station, und im Happy End umarmen Chuy und die beiden einander.

## Hintergrund
Der Film startete am 26. Februar 1998 in den deutschen Kinos. Erst am 27. September 2011 erschien in den USA der Director’s Cut. Die deutsche Fassung davon erschien am 19. April 2012 und erhielt wie die Kinoversion FSK 16. Die deutsche Fassung des Director’s Cut unterscheidet sich deshalb von der Kinofassung in vielen Filmszenen und enthält solche, die mitten im Hauptfilm nicht synchronisiert, sondern im englischen Originalton belassen und deutsch untertitelt wurden. Das Zusatzmaterial der DVD besteht aus dem Regisseurkommentar über den ganzen Film, einer Erläuterung zum Film durch den Regisseur, entfallenen und verunglückten Szenen, dem leicht animierten Storyboard (abgefilmte Skizzen mit einigen atmosphärischen Geräuschen) und einem kleinen „Making of“.

## Rezeption

### Kritiken
Der Film konnte auf der Website Rotten Tomatoes rund 63 Prozent der Kritiker und rund 37 Prozent des Publikums positiv beeindrucken.

„Was nach hanebüchenem Blödsinn klingt, entpuppt sich als exzellenter Horrorstreifen, der hier ein durchdachtes Grusel-Szenario spinnt. Dabei bedient sich Regisseur Guillermo del Toro natürlich bei bekannten Vorbildern, ohne diese plakativ abzukupfern. So ist die Dramaturgie des Films äußerst effizient und lässt dem Betrachter schon den ein oder anderen Schauer über den Rücken laufen. Leute mit jedweder Insektenphobie sollten erst gar nicht anschalten.“

„Ein handwerklich sorgfältig gestalteter Horrorfilm, der es jedoch bei den puren Oberflächenreizen beläßt und trotz einiger Andeutungen der Geschichte keine Tiefe verleihen kann.“

Der Schriftsteller Stephen King bezeichnete den Film als „brilliantes, komplexes Werk“, das mit „unserer Angst vor dunkeln Orten, ökologischen Mutationen und außer Kontrolle geratener Wissenschaft … und Killerinsekten, die wie Menschen aussehen können“ spiele. Nach seiner Einschätzung sei der Film „perverserweise glaubwürdig, mit großartigen Spezialeffekten und großartigen schauspielerischen Leistungen von Charles S. Dutton und Mira Sorvino.“

### Auszeichnungen
- Der Film gewann 1998 einen Saturn Award für das Beste Make-up.

### Einspielergebnis
Der Film konnte bei einem Budget von rund 30 Millionen US-Dollar, im nordamerikanischen Raum rund 25,5 Millionen US-Dollar wieder einspielen.

## Fortsetzungen
Im Jahr 2001 erschien Mimic 2, der eher ein Remake als eine Fortsetzung ist, direkt auf DVD. 2003 wurde Mimic 3: Sentinel auf DVD veröffentlicht. Alle drei Filme wurden zusammen am 1. Mai 2012 als 3-Film-Set auf einer Blu-Ray in den USA von Lionsgate veröffentlicht.